# 市場競争
市場競争（しじょうきょうそう）とは経営学用語の一つ。企業が財やサービスを提供するという市場に参入した上で、顧客を獲得するということを目的として競争をすることをいう。

## 解説
市場競争が正しく行われているということは、規制をされている場合や少数に独占されている場合と比較をしてみれば、価格が抑えられていたり多くの商品が供給されているなどといったことから、企業にとっても消費者にとっても望ましく効率的な形態で経済活動が行われているといえる。だが市場競争という事柄に対しては反発する意見も多く、例えば市場競争というのは自由であるからこそ優良企業がそれだけ利益を上げて富んでいるという事であるが、これは社会においての格差が発生しているということでもあり、このことから市場経済は不平等や貧困の原因ともなりうるからである。
経済学者の大竹文雄は「市場競争とは、インセンティブの与えられ方の一つである。厳しい競争に晒されることは辛いかもしれないが、私たちは競争自体の楽しさや競争による報酬があるため競争する。同時に、市場競争は私たちを豊かにするという副産物をもたらす。ただし、市場競争が格差を生むことも事実である」と指摘している。大竹は「競争メカニズムを使うことが不適切であったり、うまく機能しない分野が存在することは事実である。しかし、現実の社会では私たちは市場競争とうまく付き合っていかなければならない。市場競争のデメリットばかりを強調しても仕方がない。市場競争のメリットを最大限生かす一方で、デメリットを小さくするよう規制・再配分政策を考えるといった、市場競争に対する共通の価値観を持つべきである」と指摘している。